# Caribbean Cup 2017 (kwalificaties)
De kwalificatie van de Caribbean Cup 2017 werd tussen maart 2016 en januari 2017 gehouden. Van de 31 leden van de Caraïbische Voetbalunie (CFU) deden er 7 niet mee, de overige 24 landen wel. Sint-Maarten was al in een poule ingedeeld maar trok zich uit het toernooi terug. Er zijn 3 verschillende rondes gespeeld. De 4 winnaars van de derde ronde plaatsen zich voor de Caribbean Cup. De vierde ronde werd gespeeld voor een extra plek in de Gold Cup. De winnaar van die ronde neemt het in een play-off op tegen de nummer 5 van de UNCAF. Dit werd Haïti. De eerste ronde vond plaats in maart. De laatste ronde stond eerst gepland voor november. Door de orkaan Matthew werden enkele wedstrijden uit de derde ronde een maand uitgesteld waardoor ook de wedstrijden uit de vierde ronde later gespeeld moesten worden. De play-off vond uiteindelijk plaats in januari 2017. Het eindtoernooi werd gehouden in juni 2017.

## Overzicht
| Ronde                      | Landen | Aantal landen |
| -------------------------- | --- | ------------- |
| Geen deelname              | - Bahama's - Bonaire - Kaaimaneilanden - Montserrat - Saint Lucia - Turks- en Caicoseilanden - Sint Maarten (Teruggetrokken) | 7             |
| Starten in de eerste ronde | - Anguilla - Aruba - Antigua en Barbuda - Barbados - Bermuda - Britse Maagdeneilanden - Cuba - Curaçao - Dominica - Dominicaanse Republiek - Frans-Guyana - Grenada - Guyana - Guadeloupe - Martinique - Puerto Rico - Saint Kitts en Nevis - Suriname - Sint-Maarten - Amerikaanse Maagdeneilanden | 20            |
| Starten in de tweede ronde | - Saint Vincent en de Grenadines - +14 winnaars van de eerste ronde. | 1             |
| Starten in de derde ronde  | - Haïti - Jamaica - Trinidad en Tobago - +9 winnaars van de tweede ronde. | 3             |

| Ronde        | Datums                     |
| ------------ | -------------------------- |
| Eerste ronde | 22–29 maart 2016           |
| Tweede ronde | 1–19 juni 2016             |
| Derde ronde  | 5 oktober–13 november 2016 |
| Play-off     | 4–8 januari 2017           |

## Eerste ronde

### Groep 1
| Land                 | Wed | Win | Gel | Ver | DV | DT | +/– | Pnt |                      |
| -------------------- | --- | --- | --- | --- | -- | -- | --- | --- | -------------------- |
| Saint Kitts en Nevis | 2   | 2   | 0   | 0   | 3  | 0  | +3  | 6   | Naar de tweede ronde |
| Antigua en Barbuda   | 2   | 1   | 0   | 1   | 2  | 2  | 0   | 3   | Naar de tweede ronde |
| Aruba                | 2   | 0   | 0   | 2   | 1  | 4  | –3  | 0   |                      |

|                                                |                              |       |                     |                                                                         |
| 23 maart 2016 «onderlinge duels» 19:30 (UTC−4) | Antigua en Barbuda           | 2 – 1 | Aruba               | Sir Vivian Richards Stadium, St. John's Scheidsrechter: Wilson Da Costa |
| 23 maart 2016 «onderlinge duels» 19:30 (UTC−4) | Josh Parker 4' AJ George 23' |       | Frederick Gomez 28' | Sir Vivian Richards Stadium, St. John's Scheidsrechter: Wilson Da Costa |

|                                                |       |                                          |                      |                                                         |
| 26 maart 2016 «onderlinge duels» 20:00 (UTC−4) | Aruba | 0 – 2                                    | Saint Kitts en Nevis | Trinidad Stadion, Oranjestad Scheidsrechter: Leo Clarke |
| 26 maart 2016 «onderlinge duels» 20:00 (UTC−4) |       | Harry Panayiotou 38' Romaine Sawyers 44' |                      | Trinidad Stadion, Oranjestad Scheidsrechter: Leo Clarke |

|                                                |                      |       |                    |                                                               |
| 29 maart 2016 «onderlinge duels» 20:00 (UTC−4) | Saint Kitts en Nevis | 1 – 0 | Antigua en Barbuda | Warner Park Stadium, Basseterre Scheidsrechter: Sherwin Moore |
| 29 maart 2016 «onderlinge duels» 20:00 (UTC−4) | Harry Panayiotou 67' |       |                    | Warner Park Stadium, Basseterre Scheidsrechter: Sherwin Moore |

### Groep 2
| Land                        | Wed | Win | Gel | Ver | DV | DT | +/– | Pnt |                      |
| --------------------------- | --- | --- | --- | --- | -- | -- | --- | --- | -------------------- |
| Grenada                     | 2   | 2   | 0   | 0   | 7  | 1  | +6  | 6   | Naar de tweede ronde |
| Amerikaanse Maagdeneilanden | 2   | 1   | 0   | 1   | 3  | 3  | 0   | 3   | Naar de tweede ronde |
| Sint-Maarten                | 2   | 0   | 0   | 2   | 1  | 7  | –6  | 0   |                      |

|                             |                                                                                      |       |              |                                                                        |
| 22 maart 2016 19:30 (UTC−4) | Grenada                                                                              | 5 – 0 | Sint-Maarten | Grenada National Stadium, Saint George's Scheidsrechter: Adrian Skeete |
| 22 maart 2016 19:30 (UTC−4) | Jake Rennie 52' (pen.) Jamal Charles 54' Shavon John-Brown 55', 67' Shane Rennie 87' |       |              | Grenada National Stadium, Saint George's Scheidsrechter: Adrian Skeete |

|                             |                      |       |                                         |                                                                           |
| 26 maart 2016 20:00 (UTC−4) | Sint-Maarten         | 1 – 2 | Amerikaanse Maagdeneilanden             | Raoul Illidge Sports Complex, Philipsburg Scheidsrechter: Sherwin Johnson |
| 26 maart 2016 20:00 (UTC−4) | Ramsleii Boelijn 89' |       | Asanti Herring 24' Trevor Wrensford 70' | Raoul Illidge Sports Complex, Philipsburg Scheidsrechter: Sherwin Johnson |

|                                                |                             |       |                                  |                                                                                               |
| 29 maart 2016 «onderlinge duels» 16:15 (UTC−4) | Amerikaanse Maagdeneilanden | 1 – 2 | Grenada                          | Addelita Cancryn Junior High School Ground, Charlotte Amalie Scheidsrechter: Walner Laventure |
| 29 maart 2016 «onderlinge duels» 16:15 (UTC−4) | Trevor Wrensford 68'        |       | Shane Rennie ?' Kimo Sampson 89' | Addelita Cancryn Junior High School Ground, Charlotte Amalie Scheidsrechter: Walner Laventure |

### Groep 3
| Land         | Wed | Win | Gel | Ver | DV | DT | +/– | Pnt |                      |
| ------------ | --- | --- | --- | --- | -- | -- | --- | --- | -------------------- |
| Frans-Guyana | 2   | 1   | 0   | 1   | 4  | 2  | +2  | 3   | Naar de tweede ronde |
| Bermuda      | 2   | 1   | 0   | 1   | 3  | 3  | 0   | 3   | Naar de tweede ronde |
| Cuba         | 2   | 1   | 0   | 1   | 2  | 4  | –2  | 3   |                      |

|                                                |                                        |       |                 |                                                               |
| 22 maart 2016 «onderlinge duels» 15:30 (UTC−4) | Cuba                                   | 2 – 1 | Bermuda         | Estadio Pedro Marrero, Havana Scheidsrechter: Valdin Legister |
| 22 maart 2016 «onderlinge duels» 15:30 (UTC−4) | Alberto Gómez 28' Daniel Luis Sáez 77' |       | Jonte Smith 90' | Estadio Pedro Marrero, Havana Scheidsrechter: Valdin Legister |

|                             |                                   |       |                 |                                                                    |
| 26 maart 2016 20:00 (UTC−3) | Bermuda                           | 2 – 1 | Frans-Guyana    | Bermuda National Stadium, Devonshire Scheidsrechter: Trevor Taylor |
| 26 maart 2016 20:00 (UTC−3) | Wendell Ming 42' Reggie Lambe 76' |       | Rhudy Evens 36' | Bermuda National Stadium, Devonshire Scheidsrechter: Trevor Taylor |

|                             |                                             |       |      |                                                                                |
| 29 maart 2016 19:30 (UTC−3) | Frans-Guyana                                | 3 – 0 | Cuba | Stade Municipal Dr. Edmard Lama, Remire-Montjoly Scheidsrechter: Adrian Skeete |
| 29 maart 2016 19:30 (UTC−3) | Loic Baal 24' Alex Eric 44' Roy Contout 64' |       |      | Stade Municipal Dr. Edmard Lama, Remire-Montjoly Scheidsrechter: Adrian Skeete |

### Groep 4
| Land                   | Wed | Win | Gel | Ver | DV | DT | +/– | Pnt |                      |
| ---------------------- | --- | --- | --- | --- | -- | -- | --- | --- | -------------------- |
| Dominicaanse Republiek | 2   | 1   | 0   | 1   | 3  | 2  | +1  | 3   | Naar de tweede ronde |
| Curaçao                | 2   | 1   | 0   | 1   | 2  | 2  | 0   | 3   | Naar de tweede ronde |
| Barbados               | 2   | 1   | 0   | 1   | 1  | 2  | –1  | 3   |                      |

|                                                |                      |       |         |                                                                      |
| 23 maart 2016 «onderlinge duels» 20:00 (UTC−4) | Barbados             | 1 – 0 | Curaçao | Usain Bolt Sports Complex, Bridgetown Scheidsrechter: Kevin Morisson |
| 23 maart 2016 «onderlinge duels» 20:00 (UTC−4) | Romario Harewood 69' |       |         | Usain Bolt Sports Complex, Bridgetown Scheidsrechter: Kevin Morisson |

|                                                |                                |       |                        |                                                            |
| 26 maart 2016 «onderlinge duels» 20:00 (UTC−4) | Curaçao                        | 2 – 1 | Dominicaanse Republiek | Ergilio Hatostadion, Willemstad Toeschouwers: Dwight Royal |
| 26 maart 2016 «onderlinge duels» 20:00 (UTC−4) | van Kessel 66' Zschusschen 81' |       | Edipo Rodríguez 77'    | Ergilio Hatostadion, Willemstad Toeschouwers: Dwight Royal |

|                                                |                         |       |          |                                                                             |
| 29 maart 2016 «onderlinge duels» 16:30 (UTC−4) | Dominicaanse Republiek  | 2 – 0 | Barbados | Estadio Olímpico Félix Sánchez, Santo Domingo Scheidsrechter: Bryan Willett |
| 29 maart 2016 «onderlinge duels» 16:30 (UTC−4) | Darlin Batista 46', 70' |       |          | Estadio Olímpico Félix Sánchez, Santo Domingo Scheidsrechter: Bryan Willett |

### Groep 5
| Land        | Wed | Win | Gel | Ver | DV | DT | +/– | Pnt |                      |
| ----------- | --- | --- | --- | --- | -- | -- | --- | --- | -------------------- |
| Guyana      | 2   | 2   | 0   | 0   | 8  | 0  | +8  | 6   | Naar de tweede ronde |
| Puerto Rico | 2   | 1   | 0   | 1   | 4  | 1  | +3  | 3   | Naar de tweede ronde |
| Anguilla    | 2   | 0   | 0   | 2   | 0  | 11 | –11 | 0   |                      |

|                                                | |       |          |                                                              |
| 22 maart 2016 «onderlinge duels» 19:00 (UTC−4) | Guyana | 7 – 0 | Anguilla | Providence Stadium, Providence Scheidsrechter: Sandy Vasquez |
| 22 maart 2016 «onderlinge duels» 19:00 (UTC−4) | Dwight Peters 11', 30' Chris Nurse 14' Neil Danns 34' Gregory Richardson 45' Vurlon Mills 47' Marcel Barrington 65' |       |          | Providence Stadium, Providence Scheidsrechter: Sandy Vasquez |

|                                                |          |                                                     |             |                                                                               |
| 26 maart 2016 «onderlinge duels» 17:00 (UTC−4) | Anguilla | 0 – 4                                               | Puerto Rico | Raymond E. Guishard Technical Centre, The Valley Scheidsrechter: Moeth Gaymes |
| 26 maart 2016 «onderlinge duels» 17:00 (UTC−4) |          | Juan Coca 16', 52' Jorge Rivera 40' Olvin Ortiz 61' |             | Raymond E. Guishard Technical Centre, The Valley Scheidsrechter: Moeth Gaymes |

|                                                |             |                    |        |                                                                     |
| 29 maart 2016 «onderlinge duels» 19:05 (UTC−4) | Puerto Rico | 0 – 1              | Guyana | Estadio Juan Ramón Loubriel, Bayamón Scheidsrechter: Rodphin Harris |
| 29 maart 2016 «onderlinge duels» 19:05 (UTC−4) |             | Solomon Austin 60' |        | Estadio Juan Ramón Loubriel, Bayamón Scheidsrechter: Rodphin Harris |

### Groep 6
| Land         | Wed            | Win            | Gel            | Ver            | DV             | DT             | +/–            | Pnt            |                      |
| ------------ | -------------- | -------------- | -------------- | -------------- | -------------- | -------------- | -------------- | -------------- | -------------------- |
| Suriname     | 2              | 1              | 0              | 1              | 3              | 2              | +1             | 3              | Naar de tweede ronde |
| Guadeloupe   | 2              | 1              | 0              | 1              | 2              | 3              | –1             | 3              | Naar de tweede ronde |
| Sint Maarten | Teruggetrokken | Teruggetrokken | Teruggetrokken | Teruggetrokken | Teruggetrokken | Teruggetrokken | Teruggetrokken | Teruggetrokken | Teruggetrokken       |

|                             |                                                                               |              |                                                                       |                                                                     |
| 23 maart 2016 20:00 (UTC−4) | Guadeloupe                                                                    | 0 – 0 (n.v.) | Suriname                                                              | Stade René Serge Nabajoth, Les Abymes Scheidsrechter: Adzer Ariznat |
| 23 maart 2016 20:00 (UTC−4) |                                                                               |              |                                                                       | Stade René Serge Nabajoth, Les Abymes Scheidsrechter: Adzer Ariznat |
| 23 maart 2016 20:00 (UTC−4) | Strafschoppen                                                                 |              |                                                                       | Stade René Serge Nabajoth, Les Abymes Scheidsrechter: Adzer Ariznat |
| 23 maart 2016 20:00 (UTC−4) | Dimitri Milon Claudio Beauvue Alexandre Alphonse Willy Laurence Mathias Babel | 3 – 2        | Stefano Rijssel Joel Baja Galgyto Talea Gilberto Eind Claidel Kohinor | Stade René Serge Nabajoth, Les Abymes Scheidsrechter: Adzer Ariznat |

|                             |                                              |       |                                     |                                                                     |
| 29 maart 2016 16:30 (UTC−3) | Suriname                                     | 3 – 2 | Guadeloupe                          | André Kamperveenstadion, Paramaribo Scheidsrechter: Wilson Da Costa |
| 29 maart 2016 16:30 (UTC−3) | Stefano Rijssel 23', 32' Mitchell Kisoor 42' |       | Claudio Beauvue 15' Livio Nabab 25' | André Kamperveenstadion, Paramaribo Scheidsrechter: Wilson Da Costa |

### Groep 7
| Land                   | Wed | Win | Gel | Ver | DV | DT | +/– | Pnt |                      |
| ---------------------- | --- | --- | --- | --- | -- | -- | --- | --- | -------------------- |
| Martinique             | 2   | 2   | 0   | 0   | 7  | 1  | +6  | 6   | Naar de tweede ronde |
| Dominica               | 2   | 1   | 0   | 1   | 8  | 4  | +4  | 3   | Naar de tweede ronde |
| Britse Maagdeneilanden | 2   | 0   | 0   | 2   | 0  | 10 | –10 | 0   |                      |

|                             |                                                         |       |                        |                                                                                 |
| 23 maart 2016 20:00 (UTC−4) | Martinique                                              | 3 – 0 | Britse Maagdeneilanden | Stade d'Honneur de Dillon, Fort-de-France Scheidsrechter: Michael van der Sande |
| 23 maart 2016 20:00 (UTC−4) | Kevin Parsemain 12' Yoann Arquin 68' Steeven Langil 84' |       |                        | Stade d'Honneur de Dillon, Fort-de-France Scheidsrechter: Michael van der Sande |

|                                                |                        |                                                                                                   |          |                                                                          |
| 26 maart 2016 «onderlinge duels» 16:00 (UTC−4) | Britse Maagdeneilanden | 0 – 7                                                                                             | Dominica | A. O. Shirley Recreation Ground, Road Town Scheidsrechter: Gianni Ascani |
| 26 maart 2016 «onderlinge duels» 16:00 (UTC−4) |                        | Ryan Dicker 20' (e.d.) Chad Bertrand 33' Kelrick Walters 28', 51' Julian Wade 4', 55', 85' (pen.) |          | A. O. Shirley Recreation Ground, Road Town Scheidsrechter: Gianni Ascani |

|                             |                          |       |                                                                                |                                                 |
| 29 maart 2016 19:00 (UTC−4) | Dominica                 | 1 – 4 | Martinique                                                                     | Windsor Park, Roseau Scheidsrechter: Léo Clarke |
| 29 maart 2016 19:00 (UTC−4) | Chad Bertrand 74' (pen.) |       | Hubert Prince 11' (e.d) Daniel Herelle 27' Yoann Arquin 55' Stephane Abaul 89' | Windsor Park, Roseau Scheidsrechter: Léo Clarke |

## Tweede ronde

### Groep 1
| Land               | Wed | Win | Gel | Ver | DV | DT | +/– | Pnt |                                                     |
| ------------------ | --- | --- | --- | --- | -- | -- | --- | --- | --------------------------------------------------- |
| Puerto Rico        | 2   | 2   | 0   | 0   | 5  | 4  | +1  | 6   | Nummer 1 plaatst zich voor de derde ronde           |
| Antigua en Barbuda | 2   | 1   | 0   | 1   | 6  | 3  | +3  | 3   | 4 beste nummers 2 plaatsen zich voor de derde ronde |
| Grenada            | 2   | 1   | 0   | 1   | 4  | 8  | –4  | 3   |                                                     |

|                                              |                                                                  |              |                                                      |                                                                           |
| 1 juni 2016 «onderlinge duels» 20:00 (UTC−4) | Grenada                                                          | 3 – 3 (n.v.) | Puerto Rico                                          | Grenada Nationaal Stadion, Saint George's Scheidsrechter: Wilson Da Costa |
| 1 juni 2016 «onderlinge duels» 20:00 (UTC−4) | Shavon John-Brown 3', 29' Moron Phillip 39'                      |              | Héctor Ramos 44' (pen.), 63' Olvin Ortiz 88'         | Grenada Nationaal Stadion, Saint George's Scheidsrechter: Wilson Da Costa |
| 1 juni 2016 «onderlinge duels» 20:00 (UTC−4) | Strafschoppen                                                    |              |                                                      | Grenada Nationaal Stadion, Saint George's Scheidsrechter: Wilson Da Costa |
| 1 juni 2016 «onderlinge duels» 20:00 (UTC−4) | Jake Rennie Rohan George Alec Andall Aswad Phillip Jamal Charles | 3–4          | Héctor Ramos Jorge Rivera Manolo Sanchez Olvin Ortiz | Grenada Nationaal Stadion, Saint George's Scheidsrechter: Wilson Da Costa |

|                                              |                       |              |                       |                                                                    |
| 4 juni 2016 «onderlinge duels» 19:30 (UTC−4) | Puerto Rico           | 2 – 1 (n.v.) | Antigua en Barbuda    | Estadio Juan Ramón Loubriel, Bayamón Scheidsrechter: Sandy Vásquez |
| 4 juni 2016 «onderlinge duels» 19:30 (UTC−4) | Héctor Ramos 5', 115' |              | Dexter Blackstock 35' | Estadio Juan Ramón Loubriel, Bayamón Scheidsrechter: Sandy Vásquez |

|                                              |                                                                                           |       |                   |                                                                        |
| 7 juni 2016 «onderlinge duels» 19:30 (UTC−4) | Antigua en Barbuda                                                                        | 5 – 1 | Grenada           | Sir Vivian Richards Stadium, St. John's Scheidsrechter: Rodphin Harris |
| 7 juni 2016 «onderlinge duels» 19:30 (UTC−4) | Peter Byers 52' Calaum Jahraldo-Martin 68', 85' Kieran Murtagh 73' Tevaughn Harriette 76' |       | Jamal Charles 73' | Sir Vivian Richards Stadium, St. John's Scheidsrechter: Rodphin Harris |

### Groep 2
| Land       | Wed | Win | Gel | Ver | DV | DT | +/– | Pnt |                                                     |
| ---------- | --- | --- | --- | --- | -- | -- | --- | --- | --------------------------------------------------- |
| Martinique | 2   | 2   | 0   | 0   | 6  | 0  | +6  | 6   | Nummer 1 plaatst zich voor de derde ronde           |
| Guadeloupe | 2   | 1   | 0   | 1   | 2  | 3  | –1  | 3   | 4 beste nummers 2 plaatsen zich voor de derde ronde |
| Dominica   | 2   | 0   | 0   | 2   | 1  | 6  | –5  | 0   |                                                     |

|                           |                                                  |       |            |                                                                   |
| 1 juni 2016 20:00 (UTC−4) | Martinique                                       | 2 – 0 | Guadeloupe | Stade Pierre-Aliker, Fort-de-France Scheidsrechter: Adrian Skeete |
| 1 juni 2016 20:00 (UTC−4) | Antoine Jean-Baptiste 67' Jean-Sylvain Babin 79' |       |            | Stade Pierre-Aliker, Fort-de-France Scheidsrechter: Adrian Skeete |

|                           |                                  |       |                 |                                                                             |
| 4 juni 2016 20:00 (UTC−4) | Guadeloupe                       | 2 – 1 | Dominica        | Stade René Serge Nabajoth, Les Abymes Scheidsrechter: Michael van der Sande |
| 4 juni 2016 20:00 (UTC−4) | Elbert Anatol 23' Gilles Dan 64' |       | Julian Wade 41' | Stade René Serge Nabajoth, Les Abymes Scheidsrechter: Michael van der Sande |

|                           |          |                                                                     |            |                                                    |
| 7 juni 2016 19:00 (UTC−4) | Dominica | 0 – 4                                                               | Martinique | Windsor Park, Roseau Scheidsrechter: Sherwin Moore |
| 7 juni 2016 19:00 (UTC−4) |          | Johan Audel 4' Yoann Arquin 46' Bruno Grougi 58' Steeven Langil 65' |            | Windsor Park, Roseau Scheidsrechter: Sherwin Moore |

### Groep 3
| Land                        | Wed | Win | Gel | Ver | DV | DT | +/– | Pnt |                                                     |
| --------------------------- | --- | --- | --- | --- | -- | -- | --- | --- | --------------------------------------------------- |
| Curaçao                     | 2   | 2   | 0   | 0   | 12 | 2  | +10 | 6   | Nummer 1 plaatst zich voor de derde ronde           |
| Guyana                      | 2   | 1   | 0   | 1   | 9  | 5  | +4  | 3   | 4 beste nummers 2 plaatsen zich voor de derde ronde |
| Amerikaanse Maagdeneilanden | 2   | 0   | 0   | 2   | 0  | 14 | –14 | 0   |                                                     |

|                                              |                                          |       |                                              |                                                                           |
| 1 juni 2016 «onderlinge duels» 20:00 (UTC−4) | Guyana                                   | 2 – 5 | Curaçao                                      | Ergilio Hatostadion, Willemstad (Curaçao) Scheidsrechter: Valdin Legister |
| 1 juni 2016 «onderlinge duels» 20:00 (UTC−4) | Sheldon Holder 18' Brandon Beresford 78' |       | Zschusschen 7', 61', 89' Van Kessel 42', 63' | Ergilio Hatostadion, Willemstad (Curaçao) Scheidsrechter: Valdin Legister |

|                                              |                             |                                                                                         |        |                                                                                               |
| 4 juni 2016 «onderlinge duels» 16:15 (UTC−4) | Amerikaanse Maagdeneilanden | 0 – 7                                                                                   | Guyana | Addelita Cancryn Junior High School Ground, Charlotte Amalie Scheidsrechter: William Anderson |
| 4 juni 2016 «onderlinge duels» 16:15 (UTC−4) |                             | Trayon Bobb 23', 74' Ricky Shakes 25', 44' Devon Millington 30' Anthony Abrams 68', 87' |        | Addelita Cancryn Junior High School Ground, Charlotte Amalie Scheidsrechter: William Anderson |

|                                              |                                                                        |       |                             |                                                                   |
| 7 juni 2016 «onderlinge duels» 20:00 (UTC−4) | Curaçao                                                                | 7 – 0 | Amerikaanse Maagdeneilanden | Ergilio Hatostadion, Willemstad Scheidsrechter: Veralton Nembhard |
| 7 juni 2016 «onderlinge duels» 20:00 (UTC−4) | Van Kessel 2', 26', 49' Zschusschen 11', 55' Bacuna 44' Nepomuceno 70' |       |                             | Ergilio Hatostadion, Willemstad Scheidsrechter: Veralton Nembhard |

Voetnoten
1. ↑  De wedstrijd Guyana – Curaçao zou oorspronkelijk in het Providence Stadion (Providence) in Guyana worden gespeeld.
2. ↑  De wedstrijd Amerikaanse Maagdeneilanden – Guyana zou eerst op 7 juni worden gespeeld.
3. ↑  De wedstrijd Curaçao – Amerikaanse Maagdeneilanden zou eerst op 4 juni worden gespeeld.

### Groep 4
| Land                   | Wed | Win | Gel | Ver | DV | DT | +/– | Pnt |                                                     |
| ---------------------- | --- | --- | --- | --- | -- | -- | --- | --- | --------------------------------------------------- |
| Dominicaanse Republiek | 2   | 2   | 0   | 0   | 3  | 1  | +2  | 6   | Nummer 1 plaatst zich voor de derde ronde           |
| Frans-Guyana           | 2   | 1   | 0   | 1   | 4  | 2  | +2  | 3   | 4 beste nummers 2 plaatsen zich voor de derde ronde |
| Bermuda                | 2   | 0   | 0   | 2   | 0  | 4  | –4  | 0   |                                                     |

|                                              |         |               |                        |                                                                      |
| 4 juni 2016 «onderlinge duels» 21:00 (UTC−3) | Bermuda | 0 – 1         | Dominicaanse Republiek | Bermuda Nationaal Stadion, Devonshire Scheidsrechter: Kevin Morrison |
| 4 juni 2016 «onderlinge duels» 21:00 (UTC−3) |         | Jonathan Faña |                        | Bermuda Nationaal Stadion, Devonshire Scheidsrechter: Kevin Morrison |

|                           |                        |       |                 |                                                                                             |
| 7 juni 2016 16:00 (UTC−4) | Dominicaanse Republiek | 2 – 1 | Frans-Guyana    | Estadio Olímpico Félix Sánchez, Santo Domingo Scheidsrechter: Michel Raynel Rodríguez Roque |
| 7 juni 2016 16:00 (UTC−4) | Jonathan Faña 47', 52' |       | Rhudy Evens 24' | Estadio Olímpico Félix Sánchez, Santo Domingo Scheidsrechter: Michel Raynel Rodríguez Roque |

|                            |                                                  |       |         |                                                                               |
| 19 juni 2016 20:00 (UTC−3) | Frans-Guyana                                     | 3 – 0 | Bermuda | Stade Municipal Dr. Edmard Lama, Remire-Montjoly Scheidsrechter: Kimbell Ward |
| 19 juni 2016 20:00 (UTC−3) | Kévin Rimane 64' Arnold Abelenti 80' Contout 82' |       |         | Stade Municipal Dr. Edmard Lama, Remire-Montjoly Scheidsrechter: Kimbell Ward |

### Groep 5
| Land                           | Wed | Win | Gel | Ver | DV | DT | +/– | Pnt |                                                     |
| ------------------------------ | --- | --- | --- | --- | -- | -- | --- | --- | --------------------------------------------------- |
| Saint Kitts en Nevis           | 2   | 2   | 0   | 0   | 2  | 0  | +2  | 6   | Nummer 1 plaatst zich voor de derde ronde           |
| Suriname                       | 2   | 1   | 0   | 1   | 2  | 2  | 0   | 3   | 4 beste nummers 2 plaatsen zich voor de derde ronde |
| Saint Vincent en de Grenadines | 2   | 0   | 0   | 2   | 1  | 3  | –2  | 0   |                                                     |

|                                              |                      |       |          |                                                               |
| 1 juni 2016 «onderlinge duels» 20:00 (UTC−4) | Saint Kitts en Nevis | 1 – 0 | Suriname | Warner Park Stadium, Basseterre Scheidsrechter: Bryan Willett |
| 1 juni 2016 «onderlinge duels» 20:00 (UTC−4) | Harry Panayiotou 30' |       |          | Warner Park Stadium, Basseterre Scheidsrechter: Bryan Willett |

|                                              |                                       |       |                                |                                                                 |
| 4 juni 2016 «onderlinge duels» 16:00 (UTC−3) | Suriname                              | 2 – 1 | Saint Vincent en de Grenadines | André Kamperveenstadion, Paramaribo Scheidsrechter: Karl Tyrell |
| 4 juni 2016 «onderlinge duels» 16:00 (UTC−3) | Mitchell Kisoor 85' Melvin Valies 90' |       | Myron Samuel 71'               | André Kamperveenstadion, Paramaribo Scheidsrechter: Karl Tyrell |

|                                              |                                |                      |                      |                                                                |
| 7 juni 2016 «onderlinge duels» 17:30 (UTC−4) | Saint Vincent en de Grenadines | 0 – 1                | Saint Kitts en Nevis | Arnos Vale Stadium, Kingstown Scheidsrechter: Walner Laventure |
| 7 juni 2016 «onderlinge duels» 17:30 (UTC−4) |                                | Javeim Blanchette 5' |                      | Arnos Vale Stadium, Kingstown Scheidsrechter: Walner Laventure |

#### Nummers 2 ranglijst
| Land               | Wed | Win | Gel | Ver | DV | DT | +/– | Pnt |                               |
| ------------------ | --- | --- | --- | --- | -- | -- | --- | --- | ----------------------------- |
| Guyana             | 2   | 1   | 0   | 1   | 9  | 5  | +4  | 3   | Geplaatst voor de derde ronde |
| Antigua en Barbuda | 2   | 1   | 0   | 1   | 6  | 3  | +3  | 3   | Geplaatst voor de derde ronde |
| Frans-Guyana       | 2   | 1   | 0   | 1   | 4  | 2  | +2  | 3   | Geplaatst voor de derde ronde |
| Suriname           | 2   | 1   | 0   | 1   | 2  | 2  | 0   | 3   | Geplaatst voor de derde ronde |
| Guadeloupe         | 2   | 1   | 0   | 1   | 2  | 3  | –1  | 3   | Uitgeschakeld                 |

## Derde ronde

### Groep 1
| Land     | Wed | Win | Gel | Ver | DV | DT | +/– | Pnt |                                              |
| -------- | --- | --- | --- | --- | -- | -- | --- | --- | -------------------------------------------- |
| Jamaica  | 2   | 2   | 0   | 0   | 5  | 2  | +3  | 6   | Nummer 1 plaatst zich voor het hoofdtoernooi |
| Suriname | 2   | 1   | 0   | 1   | 3  | 3  | 0   | 3   | Geplaatst voor de play-off                   |
| Guyana   | 2   | 0   | 0   | 2   | 4  | 7  | –3  | 0   |                                              |

|                                               |                                                                |              |                                             |                                                                  |
| 8 oktober 2016 «onderlinge duels» 16:30 UTC−3 | Suriname                                                       | 3 – 2 (n.v.) | Guyana                                      | André Kamperveenstadion, Paramaribo Scheidsrechter: Dwight Royal |
| 8 oktober 2016 «onderlinge duels» 16:30 UTC−3 | Mitchell Kisoor 57' Galgyto Talea 103' Ivanildo Rozenblad 109' |              | Marcel Barrington 5' Kai McKenzie-Lyle 120' | André Kamperveenstadion, Paramaribo Scheidsrechter: Dwight Royal |

|                                                  |                        |              |                                                                            |                                                        |
| 11 oktober 2016 «onderlinge duels» 20:00 (UTC−4) | Guyana                 | 2 – 4 (n.v.) | Jamaica                                                                    | Leonora Stadium, Leonora Scheidsrechter: Kerry Skepple |
| 11 oktober 2016 «onderlinge duels» 20:00 (UTC−4) | Adrian Butters 7', 30' |              | Je-Vaughn Watson 63' Dicoy Williams 88' Shaun Francis 116' Cory Burke 120' | Leonora Stadium, Leonora Scheidsrechter: Kerry Skepple |

|                                                   |                |       |          |                                                                           |
| 13 november 2016 «onderlinge duels» 20:00 (UTC−5) | Jamaica        | 1 – 0 | Suriname | Anthony Spaulding Sports Complex, Kingston Scheidsrechter: Wilson DaCosta |
| 13 november 2016 «onderlinge duels» 20:00 (UTC−5) | Cory Burke 16' |       |          | Anthony Spaulding Sports Complex, Kingston Scheidsrechter: Wilson DaCosta |

Voetnoot
1. ↑  Uitgesteld: Vanwege de orkaan Matthew werd deze wedstrijd uitgesteld. Oorspronkelijk stond deze wedstrijd gepland voor 5 oktober 2016.

### Groep 2
| Land                 | Wed | Win | Gel | Ver | DV | DT | +/– | Pnt |                                              |
| -------------------- | --- | --- | --- | --- | -- | -- | --- | --- | -------------------------------------------- |
| Frans-Guyana         | 2   | 2   | 0   | 0   | 6  | 2  | +4  | 6   | Nummer 1 plaatst zich voor het hoofdtoernooi |
| Haïti                | 2   | 1   | 0   | 1   | 4  | 5  | –1  | 3   | Geplaatst voor de play-off                   |
| Saint Kitts en Nevis | 2   | 0   | 0   | 2   | 0  | 3  | –3  | 0   |                                              |

|                              |                     |       |                      |                                                                                |
| 8 oktober 2016 20:00 (UTC−3) | Frans-Guyana        | 1 – 0 | Saint Kitts en Nevis | Stade Municipal Dr. Edmard Lama, Remire-Montjoly Scheidsrechter: Javier Santos |
| 8 oktober 2016 20:00 (UTC−3) | Arnold Abelenti 61' |       |                      | Stade Municipal Dr. Edmard Lama, Remire-Montjoly Scheidsrechter: Javier Santos |

|                               |                                            |       |                                                                    |                                                                  |
| 9 november 2016 20:00 (UTC−5) | Haïti                                      | 2 – 5 | Frans-Guyana                                                       | Stade Sylvio Cator, Port-au-Prince Scheidsrechter: Sandy Vásquez |
| 9 november 2016 20:00 (UTC−5) | Mechack Jérôme 3' (pen.) Duckens Nazon 27' |       | Sloan Privat 40', 55', 62' (pen.) Rhudy Evens 65' Ludovic Baal 84' | Stade Sylvio Cator, Port-au-Prince Scheidsrechter: Sandy Vásquez |

|                                                   |                      |                          |       |                                                                  |
| 13 november 2016 «onderlinge duels» 20:00 (UTC−4) | Saint Kitts en Nevis | 0 – 2 (n.v.)             | Haïti | Warner Park Stadium, Basseterre Scheidsrechter: Johannes Dolaini |
| 13 november 2016 «onderlinge duels» 20:00 (UTC−4) |                      | Duckens Nazon 103', 119' |       | Warner Park Stadium, Basseterre Scheidsrechter: Johannes Dolaini |

Voetnoot
1. ↑  Uitgesteld: Door de orkaan Matthew werd deze wedstrijd uitgesteld. Oorspronkelijk stond deze wedstrijd gepland voor 5 oktober 2016.
2. ↑  Uitgesteld: Door de orkaan Matthew werd deze wedstrijd uitgesteld. Oorspronkelijk stond deze wedstrijd gepland voor 11 oktober 2016.

### Groep 3
| Land               | Wed | Win | Gel | Ver | DV | DT | +/– | Pnt |                                                  |
| ------------------ | --- | --- | --- | --- | -- | -- | --- | --- | ------------------------------------------------ |
| Curaçao            | 2   | 2   | 0   | 0   | 7  | 2  | +5  | 6   | Nummer 1 plaatst zich voor het hoofdtoernooi     |
| Antigua en Barbuda | 2   | 1   | 0   | 1   | 2  | 3  | –1  | 3   | 3 beste nummers 2 plaatsen zich voor de play-off |
| Puerto Rico        | 2   | 0   | 0   | 2   | 2  | 6  | –4  | 0   |                                                  |

|                                                 |                                     |       |                    |                                                               |
| 5 oktober 2016 «onderlinge duels» 20:00 (UTC−4) | Curaçao                             | 3 – 0 | Antigua en Barbuda | Ergilio Hatostadion, Willemstad Scheidsrechter: Adrian Skeete |
| 5 oktober 2016 «onderlinge duels» 20:00 (UTC−4) | Bacuna 12' Janga 80' van Kessel 90' |       |                    | Ergilio Hatostadion, Willemstad Scheidsrechter: Adrian Skeete |

|                                                 |                                  |       |             |                                                                     |
| 8 oktober 2016 «onderlinge duels» 19:15 (UTC−4) | Antigua en Barbuda               | 2 – 0 | Puerto Rico | Antigua Recreation Ground, St. John's Scheidsrechter: Sherwin Moore |
| 8 oktober 2016 «onderlinge duels» 19:15 (UTC−4) | Peter Byers 43' Stefan Smith 86' |       |             | Antigua Recreation Ground, St. John's Scheidsrechter: Sherwin Moore |

|                                                  |                                     |              |                                             |                                                                 |
| 11 oktober 2016 «onderlinge duels» 19:30 (UTC−4) | Puerto Rico                         | 2 – 4 (n.v.) | Curaçao                                     | Estadio Juan Ramón Loubriel, Bayamón Scheidsrechter: Keon Yorke |
| 11 oktober 2016 «onderlinge duels» 19:30 (UTC−4) | Andrés Cabrero 16' Héctor Ramos 27' |              | Janga 69' Bacuna 85' 120+1' Zschusschen 97' | Estadio Juan Ramón Loubriel, Bayamón Scheidsrechter: Keon Yorke |

### Groep 4
| Land                   | Wed | Win | Gel | Ver | DV | DT | +/– | Pnt |                                              |
| ---------------------- | --- | --- | --- | --- | -- | -- | --- | --- | -------------------------------------------- |
| Martinique             | 2   | 2   | 0   | 0   | 4  | 1  | +3  | 6   | Nummer 1 plaatst zich voor het hoofdtoernooi |
| Trinidad en Tobago     | 2   | 1   | 0   | 1   | 4  | 2  | +2  | 3   | Geplaatst voor de play-off                   |
| Dominicaanse Republiek | 2   | 0   | 0   | 2   | 1  | 6  | –5  | 0   |                                              |

|                                                 |                                             |       |                        |                                                        |
| 5 oktober 2016 «onderlinge duels» 19:00 (UTC−4) | Trinidad en Tobago                          | 4 – 0 | Dominicaanse Republiek | Ato Boldon Stadium, Couva Scheidsrechter: Kimbell Ward |
| 5 oktober 2016 «onderlinge duels» 19:00 (UTC−4) | Kevin Molino 14', 18', 55' Cordell Cato 30' |       |                        | Ato Boldon Stadium, Couva Scheidsrechter: Kimbell Ward |

|                              |                        |       |                                        |                                                                         |
| 8 oktober 2016 16:00 (UTC−4) | Dominicaanse Republiek | 1 – 2 | Martinique                             | Estadio Panamericano, San Cristóbal Scheidsrechter: Yadel Martìnez Pupo |
| 8 oktober 2016 16:00 (UTC−4) | Rony Beard 77'         |       | Steeven Langil 13' Mathias Coureur 89' | Estadio Panamericano, San Cristóbal Scheidsrechter: Yadel Martìnez Pupo |

|                               |                                          |              |                    |                                                                     |
| 11 oktober 2016 20:00 (UTC−4) | Martinique                               | 2 – 0 (n.v.) | Trinidad en Tobago | Stade Pierre-Aliker, Fort-de-France Scheidsrechter: Valdin Legister |
| 11 oktober 2016 20:00 (UTC−4) | Kévin Parsemain 105' Steeven Langil 120' |              |                    | Stade Pierre-Aliker, Fort-de-France Scheidsrechter: Valdin Legister |

#### Nummers 2 ranglijst
| Land               | Wed | Win | Gel | Ver | DV | DT | +/– | Pnt |                                |
| ------------------ | --- | --- | --- | --- | -- | -- | --- | --- | ------------------------------ |
| Trinidad en Tobago | 2   | 1   | 0   | 1   | 4  | 2  | +2  | 3   | Geplaatst voor de play-off     |
| Suriname           | 2   | 1   | 0   | 1   | 3  | 3  | 0   | 3   | Geplaatst voor de play-off     |
| Haïti              | 2   | 1   | 0   | 1   | 4  | 5  | –1  | 3   | Geplaatst voor de play-off     |
| Antigua en Barbuda | 2   | 1   | 0   | 1   | 2  | 3  | –1  | 3   | Uitgeschakeld voor de Gold Cup |

## Geplaatst voor eindronde
Deze 4 landen plaatsen zich voor het eindtoernooi dat zal plaatsvinden tussen 22 en 24 juni 2017 in de Verenigde Staten. De landen spelen direct een halve finale en de winnaars spelen tegen elkaar in de finale. Ook zal er een wedstrijd om de derde plek plaatsvinden waardoor het totaal aantal wedstrijden vier bedraagt. De vier landen die aan dit toernooi deelnemen zijn ook automatisch verzekerd van een plek in de CONCACAF Gold Cup van 2017. Dit toernooi zal plaatsvinden tussen 9 en 30 juli 2017. Voor het elftal van Curaçao betekent dit het debuut op dit toernooi. 
| Ploeg        | Kwalificatie    | Aantal deelnames | Beste prestatie                              |
| ------------ | --------------- | ---------------- | -------------------------------------------- |
| Jamaica      | Winnaar groep 1 | 16e              | Winnaar (1991, 1998, 2005, 2008, 2010, 2014) |
| Frans-Guyana | Winnaar groep 2 | 4e               | Vijfde plaats (2014)                         |
| Curaçao      | Winnaar groep 3 | 4e¹              | Vierde plaats (1989)                         |
| Martinique   | Winnaar groep 4 | 13e              | Winnaar (1993)                               |

1. Dit is inclusief de deelnames van de voormalige Nederlandse Antillen.

## Play-off
De beste nummers 2 uit de derde ronde plaatsten zich voor deze ronde om te bepalen wie 'nummer 5' is van dit kwalificatietoernooi. Haïti won deze play-off en nam daarom deel aan de CFU–UNCAF play-off. De CFU–UNCAF play-off werd gespeeld tegen de nummer 5 van Copa Centroamericana 2017, dat is Nicaragua. De play-off werd gespeeld in maart 2017. De eerste wedstrijd in Port-au-Prince, Haïti, werd gewonnen door het thuisland met 3–1. Omdat de tweede wedstrijd in Nicaragua werd verloren met 0–3 zou Haïti zich niet plaatsen voor het hoofdtoernooi.
| Land               | Wed | Win | Gel | Ver | DV | DT | +/– | Pnt |                                         |
| ------------------ | --- | --- | --- | --- | -- | -- | --- | --- | --------------------------------------- |
| Haïti              | 2   | 2   | 0   | 0   | 8  | 5  | +3  | 6   | Plaatst zich voor de CFU–UNCAF play-off |
| Suriname           | 2   | 1   | 0   | 1   | 4  | 5  | –1  | 3   |                                         |
| Trinidad en Tobago | 2   | 0   | 0   | 2   | 4  | 6  | –2  | 0   |                                         |

|                                                 |                    |              |                                         |                                                        |
| 4 januari 2017 «onderlinge duels» 19:00 (UTC−4) | Trinidad en Tobago | 1 – 2 (n.v.) | Suriname                                | Ato Boldon Stadium, Couva Scheidsrechter: Kimbell Ward |
| 4 januari 2017 «onderlinge duels» 19:00 (UTC−4) | Tyrone Charles 81' |              | Guno Kwasie 76' Ivanildo Rozenblad 109' | Ato Boldon Stadium, Couva Scheidsrechter: Kimbell Ward |

|                                                 |                                         |       |                                                                                                |                                                            |
| 6 januari 2017 «onderlinge duels» 19:00 (UTC−4) | Suriname                                | 2 – 4 | Haïti                                                                                          | Ato Boldon Stadium, Couva Scheidsrechter: Michel Rodriguez |
| 6 januari 2017 «onderlinge duels» 19:00 (UTC−4) | Dimitrie Apai 87' Serginio Eduard 90+1' |       | Charles Hérold Jr. 25' Mitchell Kisoor 42' (e.d.) Jonel Désiré 48' Gillermo Faerber 80' (e.d.) | Ato Boldon Stadium, Couva Scheidsrechter: Michel Rodriguez |

|                                                 |                                                  |              |                          |                                                            |
| 8 januari 2017 «onderlinge duels» 17:00 (UTC−4) | Haïti                                            | 4 – 3 (n.v.) | Trinidad en Tobago       | Ato Boldon Stadium, Couva Scheidsrechter: Ricangel De Luca |
| 8 januari 2017 «onderlinge duels» 17:00 (UTC−4) | Etienne 20' Belfort 39' Jean-Baptiste 111', 117' |              | Winchester 1', 25', 113' | Ato Boldon Stadium, Couva Scheidsrechter: Ricangel De Luca |

## Doelpuntenmakers
7 doelpunten
- Gino van Kessel
- Felitciano Zschusschen

5 doelpunten
- Héctor Ramos

4 doelpunten
- Leandro Bacuna

- Julian Wade

- Steeven Langil

3 doelpunten
- Jonathan Faña
- Rhudy Evens
- Sloan Privat

- Shavon John-Brown
- Harry Panayiotou
- Mitchell Kisoor

- Kevin Molino
- Shahdon Winchester

2 doelpunten
- Peter Byers
- Calaum Jahraldo-Martin
- Rangelo Janga
- Chad Bertrand
- Kelrick Walters
- Darly Batista
- Arnold Abelinti
- Roy Contout
- Jamal Charles

- Shane Rennie
- Anthony Abrams
- Marcel Barrington
- Trayon Bobb
- Adrian Butters
- Dwight Peters
- Ricky Shakes
- Duckens Nazon
- Andrew Jean-Baptiste

- Cory Burke
- Yoann Arquin
- Kévin Parsemain
- Juan Coca
- Olvin Ortiz
- Stefano Rijssel
- Ivanildo Rozenblad
- Trevor Wrensford

1 doelpunt
- Dexter Blackstock
- AJ George
- Tevaughn Harriette
- Keiran Murtagh
- Josh Parker
- Stefan Smith
- Frederick Gomez
- Romario Harewood
- Reggie Lambe
- Tre Ming
- Jonte Smith
- Alberto Gómez
- Daniel Luis Sáez
- Gevaro Nepomuceno
- Rony Beard
- Edipo Rodríguez
- Loic Baal
- Ludovic Baal
- Alex Eric
- Kévin Rimane
- Moron Phillip
- Jake Rennie
- Kimo Sampson

- Elbert Anatol
- Claudio Beauvue
- Gilles Dan
- Livio Nabab
- Solomon Austin
- Brandon Beresford
- Neil Danns
- Sheldon Holder
- Kai McKenzie-Lyle
- Devon Millington
- Vurlon Mills
- Chris Nurse
- Gregory Richardson
- Kervens Belfort
- Jonel Désiré
- Derrick Etienne
- Wilde-Donald Guerrier
- Mechack Jérôme
- Charles Hérold Jr.
- Shaun Francis
- Je-Vaughn Watson
- Dicoy Williams

- Stéphane Abaul
- Johan Audel
- Jean-Sylvain Babin
- Mathias Coureur
- Jordy Delem
- Bruno Grougi
- Daniel Hérelle
- Antoine Jean-Baptiste
- Jorge Rivera
- Mike Ramos
- Javeim Blanchette
- Romaine Sawyers
- Myron Samuel
- Ramsleii Boelijn
- Guno Kwasie
- Galgyto Talea
- Melvin Valies
- Dimitrie Apai
- Serginio Eduard
- Cordell Cato
- Tyrone Charles
- Asanti Herring

Eigen doelpunten
- Ryan Dicker (tegen Dominica)
- Malcolm Joseph (tegen Martinique)
- Rick de Punder (tegen Grenada)
- Gillermo Faerber (tegen Haïti)
- Mitchell Kisoor (tegen Haïti)